# Чёрныш
Чёрныш — село в Прилузском районе республики Коми в составе сельского поселения Объячево.

## География
Находится на расстоянии примерно 10 км  на юг от центра района села Объячево на левом берегу реки Луза.

## История
Упоминается с 1620 года как Шерковский погост. В 1916 году в селениях Чернышского общества имелось 174 дворов, 919 человек. До 1938 года действовала Спасская церковь. В состав села были включены деревни Кайтановская (в середине 1960-х годов), Васильевская (в конце 1970-х). В 1970 г. в Чёрныше жили 933 чел. Затем население села уменьшилось: до 776 человек (1979), 594 (1989), 564 (1990), 512 (2000). Работали колхозы «Горысь», «Сеятель», им. Жукова, им. Кирова, «Дружба».

## Население
Постоянное население составляло 466 человек (коми 88 %) в 2002 году, 349 в 2010.